# Basketball-Asienmeisterschaft
Die Basketball-Asienmeisterschaft der Männer (offiziell: FIBA Asia Cup) ist seit 2017 die kontinentale Meisterschaft für Asien und Ozeanien im Basketball, die vom Weltverband FIBA organisiert wird. Von 1960 bis 2015 wurde die Meisterschaft alle zwei Jahre nur für asiatische Mannschaften ausgetragen und war auch die asiatische Qualifikationsturnier für die Basketball-Weltmeisterschaft oder die Olympischen Sommerspiele.
Ab 2017 wurden die früheren Asien- und Ozeanienmeisterschaften kombiniert. Das Turnier, das jetzt alle vier Jahre ausgetragen wird, ist nicht länger ein Qualifikationsturnier für die Weltmeisterschaft oder die Olympischen Sommerspiele.
Bis 1975 dominierte die Auswahl der Philippinen den Wettbewerb. In jenem Jahr wurde jedoch die Philippine Basketball Association gegründet, wodurch die besten philippinischen Spieler Profis wurden und somit nicht mehr zur Asienmeisterschaft zugelassen wurden (diese Beschränkung wurde erst 1989 aufgehoben). Zudem war die Mannschaft der Volksrepublik China im Jahr zuvor der FIBA beigetreten und gewann 16 der folgenden 23 Austragungen, wobei das für die Olympischen Spiele als Gastgeber bereits qualifizierte China 2007 nur eine B-Mannschaft schickte. Bei dieser Austragung gewann mit dem Iran erstmals eine Mannschaft aus dem Nahen Osten den Wettbewerb.

## Die Turniere im Überblick
| 1960 Details | Philippinen            | Manila       | Philippinen | Ligasystem | Taiwan      | Japan             | Ligasystem | Südkorea          |
| 1963 Details | Taiwan                 | Taipeh       | Philippinen | 86-71      | Taiwan      | Südkorea          | 77-91      | Thailand          |
| 1965 Details | Malaysia               | Kuala Lumpur | Japan       | Ligasystem | Philippinen | Südkorea          | Ligasystem | Thailand          |
| 1967 Details | Südkorea               | Seoul        | Philippinen | Ligasystem | Südkorea    | Japan             | Ligasystem | Indien            |
| 1969 Details | Thailand               | Bangkok      | Südkorea    | Ligasystem | Japan       | Philippinen       | Ligasystem | Taiwan            |
| 1971 Details | Japan                  | Tokio        | Japan       | Ligasystem | Philippinen | Südkorea          | Ligasystem | Taiwan            |
| 1973 Details | Philippinen            | Manila       | Philippinen | Ligasystem | Südkorea    | Taiwan            | Ligasystem | Japan             |
| 1975 Details | Thailand               | Bangkok      | China       | Ligasystem | Japan       | Südkorea          | Ligasystem | Indien            |
| 1977 Details | Malaysia               | Kuala Lumpur | China       | Ligasystem | Südkorea    | Japan             | Ligasystem | Malaysia          |
| 1979 Details | Japan                  | Nagoya       | China       | Ligasystem | Japan       | Südkorea          | Ligasystem | Philippinen       |
| 1981 Details | Indien                 | Kalkutta     | China       | Ligasystem | Südkorea    | Japan             | Ligasystem | Philippinen       |
| 1983 Details | Vereinigtes Königreich | Hongkong     | China       | 95–71      | Japan       | Südkorea          | 83–60      | Kuwait            |
| 1986 Details | Malaysia               | Kuala Lumpur | Philippinen | Ligasystem | Südkorea    | China             | Ligasystem | Malaysia          |
| 1987 Details | Thailand               | Bangkok      | China       | 86–79      | Südkorea    | Japan             | 89–75      | Philippinen       |
| 1989 Details | Volksrepublik China    | Peking       | China       | 102–72     | Südkorea    | Chinesisch Taipeh | 69–58      | Japan             |
| 1991 Details | Japan                  | Kōbe         | China       | 104-88     | Südkorea    | Japan             | 63-60      | Chinesisch Taipeh |
| 1993 Details | Indonesien             | Jakarta      | China       | 93–72      | Nordkorea   | Südkorea          | 86–70      | Iran              |
| 1995 Details | Südkorea               | Seoul        | China       | 87–78      | Südkorea    | Japan             | 69–63      | Chinesisch Taipeh |
| 1997 Details | Saudi-Arabien          | Riad         | Südkorea    | 78–76      | Japan       | China             | 94–68      | Saudi-Arabien     |
| 1999 Details | Japan                  | Nagoya       | China       | 63–45      | Südkorea    | Saudi-Arabien     | 93–67      | Chinesisch Taipeh |
| 2001 Details | Volksrepublik China    | Shanghai     | China       | 97–63      | Libanon     | Südkorea          | 95–94      | Syrien            |
| 2003 Details | China                  | Harbin       | China       | 106–96     | Südkorea    | Katar             | 77–67      | Libanon           |
| 2005 Details | Katar                  | Doha         | China       | 77–61      | Libanon     | Katar             | 89–77      | Südkorea          |
| 2007 Details | Japan                  | Tokushima    | Iran        | 86–72      | Libanon     | Südkorea          | 80–76      | Kasachstan        |
| 2009 Details | China                  | Tianjin      | Iran        | 70–52      | China       | Jordanien         | 80–66      | Libanon           |
| 2011 Details | China                  | Wuhan        | China       | 70–69      | Jordanien   | Südkorea          | 70–68      | Philippinen       |
| 2013 Details | Philippinen            | Manila       | Iran        | 85–71      | Philippinen | Südkorea          | 75–57      | Chinesisch Taipeh |
| 2015 Details | China                  | Changsha     | China       | 78–67      | Philippinen | Iran              | 68–63      | Japan             |
| 2017 Details | Libanon                | Beirut       | Australien  | 79–56      | Iran        | Südkorea          | 80–71      | Neuseeland        |
| 2022 Details | Indonesien             | Jakarta      | Australien  | 75-73      | Libanon     | Neuseeland        | 83-75      | Jordanien         |
| 2025 Details | Saudi-Arabien          | Dschidda     | Australien  | 90:89      | China       | Iran              | 79:73      | Neuseeland        |

### Medaillenspiegel
Stand: 2025
| Rang | Land                       | Goldmedaillen | Silbermedaillen | Bronzemedaillen | Gesamt |
| ---- | -------------------------- | ------------- | --------------- | --------------- | ------ |
| 1    | China                      | 16            | 2               | 2               | 20     |
| 2    | Philippinen                | 5             | 4               | 1               | 10     |
| 3    | Iran                       | 3             | 1               | 2               | 6      |
| 4    | Australien                 | 3             | 0               | 0               | 3      |
| 5    | Südkorea                   | 2             | 11              | 12              | 25     |
| 6    | Japan                      | 2             | 5               | 7               | 14     |
| 7    | Libanon                    | 0             | 4               | 0               | 4      |
| 8    | Taiwan / Chinesisch Taipeh | 0             | 2               | 2               | 4      |
| 9    | Jordanien                  | 0             | 1               | 1               | 2      |
| 10   | Nordkorea                  | 0             | 1               | 0               | 1      |
| 11   | Katar                      | 0             | 0               | 2               | 2      |
| 12   | Saudi-Arabien              | 0             | 0               | 1               | 1      |
|      | Neuseeland                 | 0             | 0               | 1               | 1      |